# Les Gourlazous
 (novembre 2019).
Si vous disposez d'ouvrages ou d'articles de référence ou si vous connaissez des sites web de qualité traitant du thème abordé ici, merci de compléter l'article en donnant les références utiles à sa vérifiabilité et en les liant à la section « Notes et références ».
Les Gourlazous est un groupe musical dont le répertoire est orienté sur les chansons qui évoquent la mer, les marins mais aussi celles relatives à la Celtie.

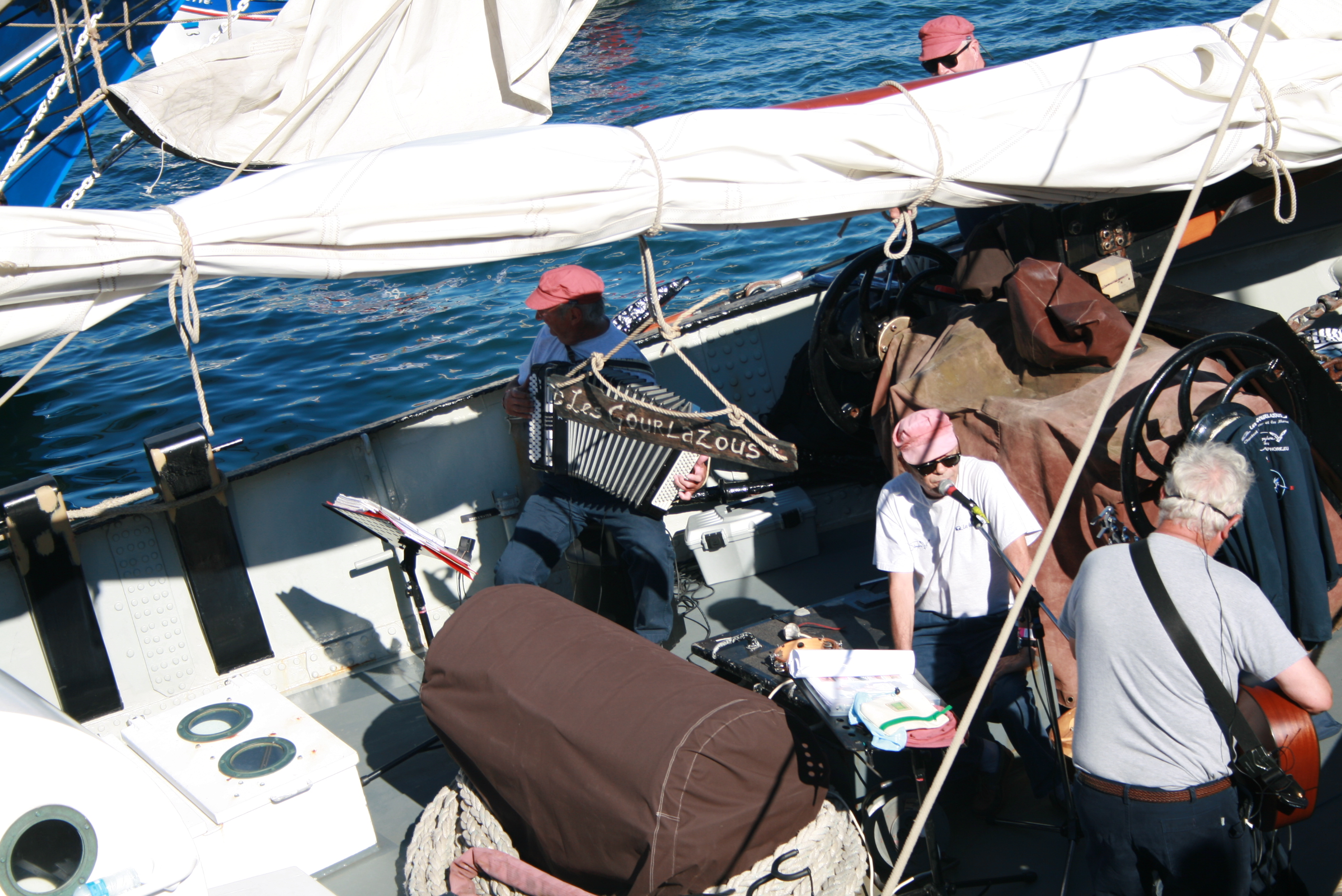
Les Gourlazous à Brest en 2016.

## Biographie
Le groupe est une histoire d’amitié qui dure depuis maintenant depuis plus de 30 ans. À l’origine, il s’agissait pour quelques copains de se retrouver autour de leur passion commune qu’est la musique et de s’entraîner aux instruments et au chant.
Après quelques représentations devant un parterre amical, et surtout orientées au profit d’associations caritatives, ils décident de faire le pas et, depuis 1998 invitent le public à partager leur plaisir sur diverses scènes, bistrots, ou cabarets du Finistère.
Leur répertoire, bâti entre chants traditionnels et mélodies contemporaines, chante la Mer et les Marins et se découvre très varié dans ses enchaînements car les Gourlazous savent alterner les rythmes et les genres et passer du français au breton ainsi que diverses mélodies d’outre Manche et de Galice.
En 2012, Alain Deyon, le joueur de bodhrán, meurt.

## Discographie
- Bordée à terre (2016)[1]